# Риште, Жан-Луи
Жан-Луи Риште (фр. Jean-Louis Richter; 1769—1840) — французский военный деятель, генерал-лейтенант (1827 год), барон (1809 год), участник революционных и наполеоновских войн.

## Биография
Родился в семье Жан-Жост Риште (фр. Jean Jost Richter) и его супруги Франсуазы Пеллятон (фр. Françoise Nicolarde Pellaton). Начал военную службу 13 августа 1792 года в звании капитана драгун Аллоброжского легиона. Служил в составе Альпийской армии, принимал участие в осаде Тулона. 5 февраля 1794 года переведён в 15-й драгунский полк Армии Восточных Пиренеев. Участвовал в Итальянской кампании Бонапарта, отличился при переходе моста в Лоди. 25 мая 1796 года был ранен выстрелом в голову в ходе боя с повстанцами на улицах Павии. В дальнейшем участвовал в ключевых сражениях кампании – при Лонато, Кастильоне, Роверето, при осаде Мантуи, Арколе и Тальяменто.
В 1798 году определён в состав Восточной армии и принял участие в Египетской экспедиции. 11 октября 1798 года произведён в командиры эскадрона. После капитуляции Александрии, 2 сентября 1801 года возвратился во Францию.
5 апреля 1802 года женился на Маргарите Фере де Турнвиль (фр. Marguerite Ferey de Tourneville; 1777—), младшей сестре генерала Клода Фере. В браке родились два сына.
29 октября 1803 года произведён в майоры, и назначен заместителем командира 22-го драгунского полка.
31 декабря 1806 года получил звание полковника, и стал командиром 3-го кирасирского полка. Сражался в рядах 1-й дивизии тяжёлой кавалерии. Отличился в сражении при Фридланде. В ходе Австрийской кампании 1809 года отличился в сражениях при Экмюле и Ваграме, был ранен в сражении при Асперне.
6 августа 1811 года произведён в бригадные генералы. 25 декабря 1811 года возглавил 2-ю бригаду 2-й дивизии тяжёлой кавалерии, с которой участвовал в Русской кампании. Отличился в сражении при Бородино.
26 января 1813 года получил разрешение возвратиться во Францию по болезни. 1 марта 1813 года назначен командиром 1-й бригады 3-й дивизии лёгкой кавалерии 1-го кавалерийского корпуса. 9 июня 1813 года стал командующим департамента Мозель. 14 января 1814 года стал временным комендантом Меца.
7 марта 1815 года получил французское гражданство. Во время «Ста дней» присоединился к Императору и занял пост коменданта Лонгви. 12 июня 1815 года был назначен командующим департамента Мозель.
После второй Реставрации сохранил свою должность. 27 марта 1817 года – королевский лейтенант в Меце. 28 февраля 1827 года вышел в отставку. 31 октября 1827 года получил чин почётного генерал-лейтенанта. 22 мая 1831 года определён в резерв Генерального штаба и 1 мая 1832 года окончательно вышел в отставку.

## Воинские звания
- Капитан (13 августа 1792 года);
- Командир эскадрона (11 октября 1798 года);
- Майор (29 октября 1803 года);
- Полковник (31 декабря 1806 года);
- Бригадный генерал (6 августа 1811 года);
- Генерал-лейтенант (31 октября 1827 года).

## Титулы
- Барон Риште и Империи (фр. baron Richter et de l'Empire; декрет от 19 марта 1808 года, патент подтверждён 25 марта 1809 года в Париже)[2][3].

## Награды
Легионер ордена Почётного легиона (25 марта 1804 года)
 Офицер ордена Почётного легиона (11 июля 1807 года)
 Кавалер ордена Железной короны (23 декабря 1807 года)
 Кавалер баварского ордена Святого Губерта (21 октября 1808 года)
 Кавалер военного ордена Святого Людовика (27 сентября 1814 года)
 Командор ордена Почётного легиона (29 мая 1825 года)